# وادي العين (الخبت)

تعديل مصدري - تعديل

وادي العين هي إحدى قرى عزلة عبان بمديرية الخبت التابعة لمحافظة المحويت، بلغ تعداد سكانها 373 نسمة حسب تعداد اليمن لعام 2004.